# ساشا سييم
ساشا سييم (بالإنجليزية: Sasha Siem)‏ هي ملحنة ومغنية مؤلفة بريطانية، ولدت في 14 مارس 1984.

## وصلات خارجية
- الموقع الرسمي
- ساشا سييم على موقع ميوزك برينز (الإنجليزية)